# Новотроицкий (Крымский район)
Новотроицкий — хутор в Крымском районе Краснодарского края.
Входит в состав Южного сельского поселения.

## География

### Улицы
| - пер. Заречный, - ул. Вишнёвая, - ул. Восточная, - ул. Западная, - ул. Зелёная, - ул. Колхозная, - ул. Набережная, - ул. Новая, | - ул. Островского, - ул. Полевая, - ул. Пушкина, - ул. Садовая, - ул. Северная, - ул. Союзная, - ул. Шоссейная. |

## Население
| 1999 | 2002 | 2010 |
| ---- | ---- | ---- |
| 785  | ↗924 | ↘843 |